# Beriev MBR-2
Beriev MBR-2 là một loại tàu bay trinh sát, được đưa vào trang bị cho Hải quân Xô viết vào năm 1935.

## Biến thể
- MBR-2M-17: Tàu bay ném bom, trinh sát trên biển tầm ngắn, lắp 1 động cơ piston 508 kW (680 hp) Mikulin M-17B.
- MBR-2AM-34 hay MBR-2bis: Phiên bản cải tiến, lắp 1 động cơ piston Mikulin AM-34N.
- MBR-2M-103: 1 chiếc MBR-2AM-34 lắp động cơ M-103 mạnh hơn. 1 mẫu thử duy nhất.
- MP-1: Phiên bản dân sự của tàu bay MBR-2M-17 cho hãng Aeroflot. Nó có thể chở 6 hành khách trong khoang kín.
- MP-1bis: Phiên bản dân sự của MBR-2AM-34 cho hãng Aeroflot.
- MP-1T: Phiên bản vận tải, hoán cải từ MBR-2.

## Quốc gia sử dụng
Phần Lan
- Không quân Phần Lan

 Liên Xô
- Aeroflot
- Không quân Hải quân Xô viết

 North Korea
- Không quân Bắc Triều Tiên

## Tính năng kỹ chiến thuật (MBR-2bis)
Đặc điểm tổng quát
- Kíp lái: 4-5
- Chiều dài: 13,50 m (44 ft 3½ in)
- Sải cánh: 19,00 m (62 ft 4 in)
- Chiều cao: 4,40 m (14 ft 9 in)
- Trọng lượng rỗng: 2.718 kg (5.990 lb)
- Trọng lượng cất cánh tối đa: 4.245 kg (9.359 lb)
- Động cơ: 1 × Mikulin AM-34N, 559 kW (750 hp)

 Hiệu suất bay 
- Vận tốc cực đại: 275 km/h (148 knot, 171 mph)
- Tầm bay: 1.500 km (810 nm, 930 mi)
- Trần bay: 4.900 m (16.080 ft)

Trang bị vũ khí

- Súng: 

  - 1× súng máy PV-1 7.62 mm (0.30 in)
  - 1× súng máy ShKAS 7.62 mm
- Bom: 300 kg (660 lb) bom, mìn, bom chống tàu ngầm